# إم. تي. سي. كرونين
إم. تي. سي. كرونين (بالإنجليزية: M. T. C. Cronin)‏ (1963)؛ كاتِبة وشاعرة أسترالية.